# Naomi Novik
Naomi Novik (n. 30 aprilie 1973, New York City, New York, SUA) este o scriitoare americană de romane de ficțiune. Naomi Novik a câștigat premiul Nebula pentru cel mai bun roman, în 2016 pentru romanul „Dragonul Maiestatii Sale”, care deschide seria Temeraire, în martie 2006. Romanul „Argintul preschimbat (Spinning Silver)” a obținut premiul Locus în 2019. Mai mult, romanul s-a clasat în topul celor mai bune cărți ale anului pentru: The New York Times  •  NPR  •  Time  •  Vulture  • Library Journal • The New York Public Library 

## Copilărie și educație
Naomi Novik a copilărit în Roslyn Heights. Este a doua generație care trăiește în America; familia tatălui a venit din Lituania, iar familia mamei din Polonia  A început să citească la o vârstă fragedă, a citit Stăpânul inelelor la vărsta de 6 ani, și a îndrăgit-o curând pe Jane Austen.
A studiat literatura engleză la Brown University, și deține un master în Computer Science de la Columbia University.

## Cariera literară
Primul ei roman, Dragonul majestății sale, care reprezintă primul volum din seria „Temeraire”, este o istorie alternativă a războaielor lui Napoleon, într-o lume fantastică, în care dragonii sunt ființe care pot vorbi și gândi, iar armatele îi folosesc la bătăliile aeriene. Dragonul majestății sale a primit premiul Compton Crook Award în 2007, și a fost nominalizat pentru cel mai bun roman la premiile Hugo. Seria a apărut la editura Nemira.
În septembrie 2006, Peter Jackson a deținut drepturile asupra seriei Temeraire,, dar Naomi Novik le-a primit înapoi după câțiva ani. Cărțile lui Naomi Novik există și în formă audio (în engleză). Primele 5 au fost înregistrate de „Books on Tape (company)”, începând din 2007, fiind citite de Simon Vance. Volumul 6 a fost preluat de Tantor Audio în septembrie 2010. Volumul 6 nu este încă tradus în românește.
În 2011 Naomi Novik scrie Will Supervillains Be on the Final? (carte ce nu a fost încă tradusă în românește).
În 2015, Naomi Novik publică romanul Uprooted, un roman fantastic despre împărăția poloneză (Aleasa Dragonului apărută tot la editura Nemira), care a primit Premiul Nebula pentru cel mai bun roman, și Premiul Locus pentru cel mai bun roman fantasy,  
În 2018 publică romanul Argintul preschimbat - apărut în românește tot la editura Nemira, iar în 2020,  A Deadly Education, primul volum din seria Scholomance, o școală de magie cu caracteristici din poveștile din folclor.

## Premii și nominalizări
- Câștigător — 2007 Premiul John W. Campbell pentru cel mai bun scriitor debutant[28]
- Seria Temeraire 
  - Nominalizat — 2007 Premiul Hugo  pentru cel mai bun roman — Dragonul majestății sale[29]
  - Câștigător — 2007 Premiul Compton Crook — Dragonul majestății sale[30]
  - Câștigător — 2007  Premiul Locus pentru cel mai bun roman — seria Temeraire: Dragonul majestății sale/Tronul de Jad/Războiul pulberii negre;  Temeraire: În serviciul regelui
  - Finalist — 2017 Premiul Hugo pentru cea mai bună serie — Seria Temeraire [31]
- Romanul Aleasa dragonului
  - Câștigător — 2015 Aleasa dragonuluiPremiul Nebula pentru cel mai bun roman[32]
  - Câștigător — 2016 Premiul British Fantasy pentru cel mai bun roman fantasy (the Robert Holdstock Award)[33]
  - Câștigător — 2016 Premiul Locus pentru cel mai bun roman fantasy[34]
  - Câștigător — 2016 Premiul Mythopoeic Fantasy[35]
  - Nominalizat— 2016 Premiul Hugo  pentru cel mai bun roman[36]
  - Nominalizat — 2016 Premiul World Fantasy pentru cel mai bun roman[37]
- Romanul Argintul preschimbat
  - Nominalizat — 2018 Premiul Nebula pentru cel mai bun roman[38]
  - Nominalizat— 2019 Premiul Hugo pentru cel mai bun roman[39]
  - Câștigător — 2019 Premiul Locus pentru cel mai bun roman fantasy[40]
  - Nominalizat — 2019 Premiul Mythopoeic Fantasy[41]
  - Nominalizat — 2017 Premiul Locus pentru cea mai bună nuvelă — „The Starlit Wood”[42]
  - 2019 Premiile Alex

## Lista operelor literare

### Romane
- Uprooted (Mai 2015, ISBN: 0-804-17903-4) Aleasa dragonului (mai 2017, ISBN: 0-804-17903-4)
- Spinning Silver (Iulie 2018, ISBN: 978-1509899012) Argintul preschimbat (mai 2017, {{ISBN|9786064305848})

### The Lessons from Scholomance Trilogy - Lecțiile din trilogia Scholomance
- A Deadly Education - Educație fatală[43] (Septembrie 2020, ISBN: 978-0593128480) [44]
- The Last Graduate -  Ultimul absolvent

### Seria Temeraire
| An apariție în limba engleză | Titlu în engleză                     | An apariție în limba română | Titlu în română                     |
| ---------------------------- | ------------------------------------ | --------------------------- | ----------------------------------- |
| 2006                         | His Majesty's Dragon                 | 2010                        | Dragonul majestății sale Ed. Nemira |
| 2006                         | Throne of Jade                       | 2011                        | Tronul de jad Ed. Nemira            |
| 2006                         | Black Powder War                     | 2014                        | Războiul pulberii negre, Ed. Nemira |
| 2007                         | Empire of Ivory                      | 2015                        | Imperiul de fildeș, Ed. Nemira      |
| 2008                         | Victory of Eagles                    | 2016                        | Victoria Vulturilor, Ed. Nemira     |
| 2010                         | Tongues of Serpents                  |                             |                                     |
| 2012                         | Crucible of Gold - Creuzetul aurului |                             |                                     |
| 2013                         | Blood of Tyrants - Sângele tiranilor |                             |                                     |
| 2016                         | League of Dragons - Liga dragonilor  |                             |                                     |

Omnibus edition
- In the Service of the King - In Serviciul Regelui(SFBC, 2006, ISBN: 0-7394-6871-5)
- In His Majesty's Service - În Serviciul majestății sale(Octombrie 2009, ISBN: 0-345-51354-1)

### Nuvele
- „Feast or Famine” - „Festin sau foamete” (Temeraire nuvelă), publicată pe Novik's official website; este formată din scene șterse din Tronul de jad și Imperiul de fildeș „Apples”, 2005
- „Araminta”, într-un volum de nuvele Fast Ships, Black Sails, editat de Ann VanderMeer și Jeff VanderMeer Night Shade Books, 2008, ISBN: 978-1-59780-094-5.
- „Commonplaces” - „Locuri comune” în volumul de nuvele The Improbable Adventures of Sherlock Holmes- Aventurile improbabile ale lui Sherlock Holmes , editat de John Joseph Adams Night Shade Books, 2009, ISBN: 978-1-59780-160-7
- „Vici”, în volumul de nuvele The Dragon Book: Magical Tales from the Masters of Modern Fantasy - Cartea dragonilor: Povești magice Povești magice ale maeștrilor fanteziei moderne, editat de Jack Dann și Gardner Dozois, 2009, ISBN: 978-0-441-01764-5
- „Purity Test” - „Test de puritate”, în volumul de nuvele Zombies vs. Unicorns - „Zombii vs. unicorni”, Margaret K. McElderry, editat de Holly Black și Justine Larbalestier 2010, ISBN: 978-1-4169-8953-0
- „Seven Years from Home” - „Șapte ani de acasă”, în volumul de nuvele Warriors - „Războinici” , editat de George R. R. Martin și Gardner Dozois, 2010, ISBN: 978-0-7653-2048-3
- „Priced to Sell” - „Preț de vânzare”, în volumul de nuvele Naked City: Tales of Urban Fantasy - Orașul dezgolit: Povești de fantezie urbană, editat de Ellen Datlow și St. Martin's Griffin, 2011, ISBN: 978-0-3123-8524-8
- „Rocks Fall”, „Cad roci” în volumul de nuvele The Mad Scientist's Guide to World Domination - Ghidul omului de știință nebun pentru dominația lumii, editat de John Joseph Adams, 2013, ISBN: 978-0-7653-2644-7
- „In Autumn, a White Dragon Looks Over the Wide River” - „Toamna, un dragon alb privește peste râul lat”, o scurtă istorie a lui Temeraire, în volumul In His Majesty's Service omnibus and Wings of Fire - "În serviciul Majestății Sale și Aripi de foc" ISBN: 978-1597801874
- „In Favour with Their Stars” - „În favoarea stelelor lor”, în volumul Unfettered - Neîngrădit, editat by Shawn Speakman, Grim Oak Press, 2013, ISBN: 978-0-9847-1363-9
- „Castle Coeurlieu” - „Castelul Coeurlieu”, în volumul Unfettered II - Neîngrădit II, editat de Shawn Speakman, Grim Oak Press, 2016, ISBN: 978-1-9441-4505-7
- Golden Age and Other Stories (Temeraire series), Subterranean Press, 2017, ISBN:  9781596068292
- „Seven” - „Șapte”, în volumul Unfettered III - Neîngrădit III', editat de Shawn Speakman, Grim Oak Press, 2019, ISBN: 978-1-9441-4526-2